# Опрішор (комуна)
Опрішор (рум. Oprișor) — комуна в повіті Мехедінць в Румунії. До складу комуни входять такі села (дані про населення за 2002 рік):
- Опрішор (2524 особи)
- Прісечауа (598 осіб)

Комуна розташована на відстані 240 км на захід від Бухареста, 51 км на південний схід від Дробета-Турну-Северина, 58 км на захід від Крайови.

## Населення
За даними перепису населення 2002 року у комуні проживали 3122 особи, усі — румуни. Усі жителі комуни рідною мовою назвали румунську.
Склад населення комуни за віросповіданням:
| Релігія        | Кількість осіб | Відсоток |
| -------------- | -------------- | -------- |
| православні    | 3083           | 98,8%    |
| адвентисти     | 24             | 0,8%     |
| п'ятдесятники  | 13             | 0,4%     |
| реформати      | 1              | < 0,1%   |
| греко-католики | 1              | < 0,1%   |